# Henrichemont
Henrichemont est une commune française située dans le département du Cher, en région Centre-Val de Loire.

## Géographie
La commune d'Henrichemont est située dans le nord-est du département du Cher, à distance approximativement égale (environ 30 km) de sa préfecture Bourges et de Sancerre. Elle se trouve dans le Berry, aux confins de la Sologne et des collines du Pays fort et du Sancerrois.
La commune est chef-lieu de canton ; en 2015, à la suite du redécoupage des cantons du département, elle fera partie du canton de Saint-Germain-du-Puy,.

### Les lieux-dits
Voici la liste des lieux-dits d'Henrichemont par rapport à leur situation :
- route des Aix : La Brissonnerie, La Vigne, La Vieille Verrerie, Les Vivreaux, La Lurronnerie, Le Gros Foutiau, Les Pasdeloups, Le Chêne Rocher ;
- route de Menetou : L'Ostogone, Les Simonneaux, Les Pétunias, Pont Abbé ;
- route d'Achères : Les Goths, Les Bernières, La Grande Tombe, La Petite Tombe, Les Oliviers, Les Thébaults, La Faveterie, Les Bezets, Les Grands Fromions, ZI Les Boisbelles ;
- route de Méry-ès-Bois : Le Prè ;
- route d'Ivoy le Pré : Les Trembles, La Métairie Rouge, Le Perry ;
- route d'Ivoy le Pré par la route de Boisbelle : Les Petits Tillets, Les Grands Tillets, Les Rasles, Le Moulin de Sugy, Les Durands, La Grenouillerie ;
- route de la Chapelotte : Les Billets, Les Gâtés, La Gamacherie, La Blanchisserie, La Taille Poilot, Les Chertiers ;
- route de la Borne par les Gimonets : Les Cerfs d'en bas, Le Pré des Cerfs, Les Gimonets, Les Regnières, Les Jacquets, Les Talbots, Le Point du Jour ;
- route de la Borne : Les Cerfs d'en haut, Les Maisons Neuves, Les Marais, Les Marçais, La Borne.

### Climat
Pour des articles plus généraux, voir Climat du Centre-Val de Loire et Climat du Cher.
En 2010, le climat de la commune est de type climat océanique dégradé des plaines du Centre et du Nord, selon une étude du CNRS s'appuyant sur une série de données couvrant la période 1971-2000. En 2020, Météo-France publie une typologie des climats de la France métropolitaine dans laquelle la commune est exposée à un climat océanique altéré et est dans la région climatique  Centre et contreforts nord du Massif Central, caractérisée par un air sec en été et un bon ensoleillement. 
Pour la période 1971-2000, la température annuelle moyenne est de 11 °C, avec une amplitude thermique annuelle de 15,3 °C. Le cumul annuel moyen de précipitations est de 899 mm, avec 11,6 jours de précipitations en janvier et 7,9 jours en juillet. Pour la période 1991-2020, la température moyenne annuelle observée sur la station météorologique la plus proche, située sur la commune de La Chapelle-d'Angillon à 10 km à vol d'oiseau, est de 11,6 °C et le cumul annuel moyen de précipitations est de 870,9 mm,. Pour l'avenir, les paramètres climatiques de la commune estimés pour 2050 selon différents scénarios d'émission de gaz à effet de serre sont consultables sur un site dédié publié par Météo-France en novembre 2022.

## Urbanisme

### Typologie
Au 1er janvier 2024, Henrichemont est catégorisée bourg rural, selon la nouvelle grille communale de densité à 7 niveaux définie par l'Insee en 2022.
Elle est située hors unité urbaine. Par ailleurs la commune fait partie de l'aire d'attraction de Bourges, dont elle est une commune de la couronne,. Cette aire, qui regroupe 111 communes, est catégorisée dans les aires de 50 000 à moins de 200 000 habitants,.

### Occupation des sols

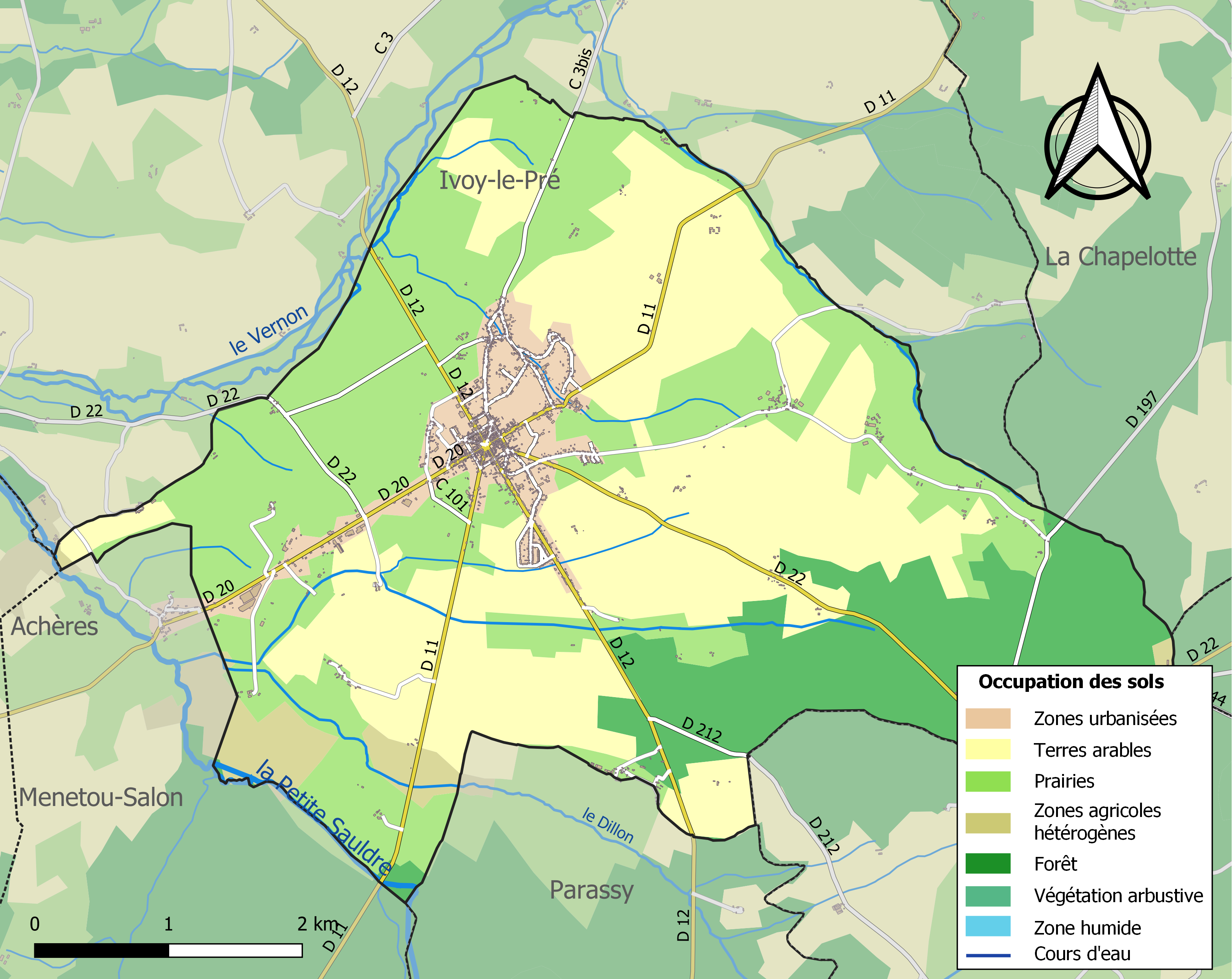
Carte des infrastructures et de l'occupation des sols de la commune en 2018 (CLC).

L'occupation des sols de la commune, telle qu'elle ressort de la base de données européenne d’occupation biophysique des sols Corine Land Cover (CLC), est marquée par l'importance des territoires agricoles (75,8 % en 2018), en diminution par rapport à 1990 (77,9 %). La répartition détaillée en 2018 est la suivante : 
terres arables (36,5 %), prairies (35,8 %), forêts (16,7 %), zones urbanisées (7,5 %), zones agricoles hétérogènes (3,4 %).
L'IGN met par ailleurs à disposition un outil en ligne permettant de comparer l’évolution dans le temps de l’occupation des sols de la commune (ou de territoires à des échelles différentes). Plusieurs époques sont accessibles sous forme de cartes ou photos aériennes : la carte de Cassini (XVIIIe siècle), la carte d'état-major (1820-1866) et la période actuelle (1950 à aujourd'hui).

### Risques majeurs
Le territoire de la commune d'Henrichemont est vulnérable à différents aléas naturels : météorologiques (tempête, orage, neige, grand froid, canicule ou sécheresse), mouvements de terrains et séisme (sismicité faible). Il est également exposé à un risque technologique, le transport de matières dangereuses. Un site publié par le BRGM permet d'évaluer simplement et rapidement les risques d'un bien localisé soit par son adresse soit par le numéro de sa parcelle.

#### Risques naturels

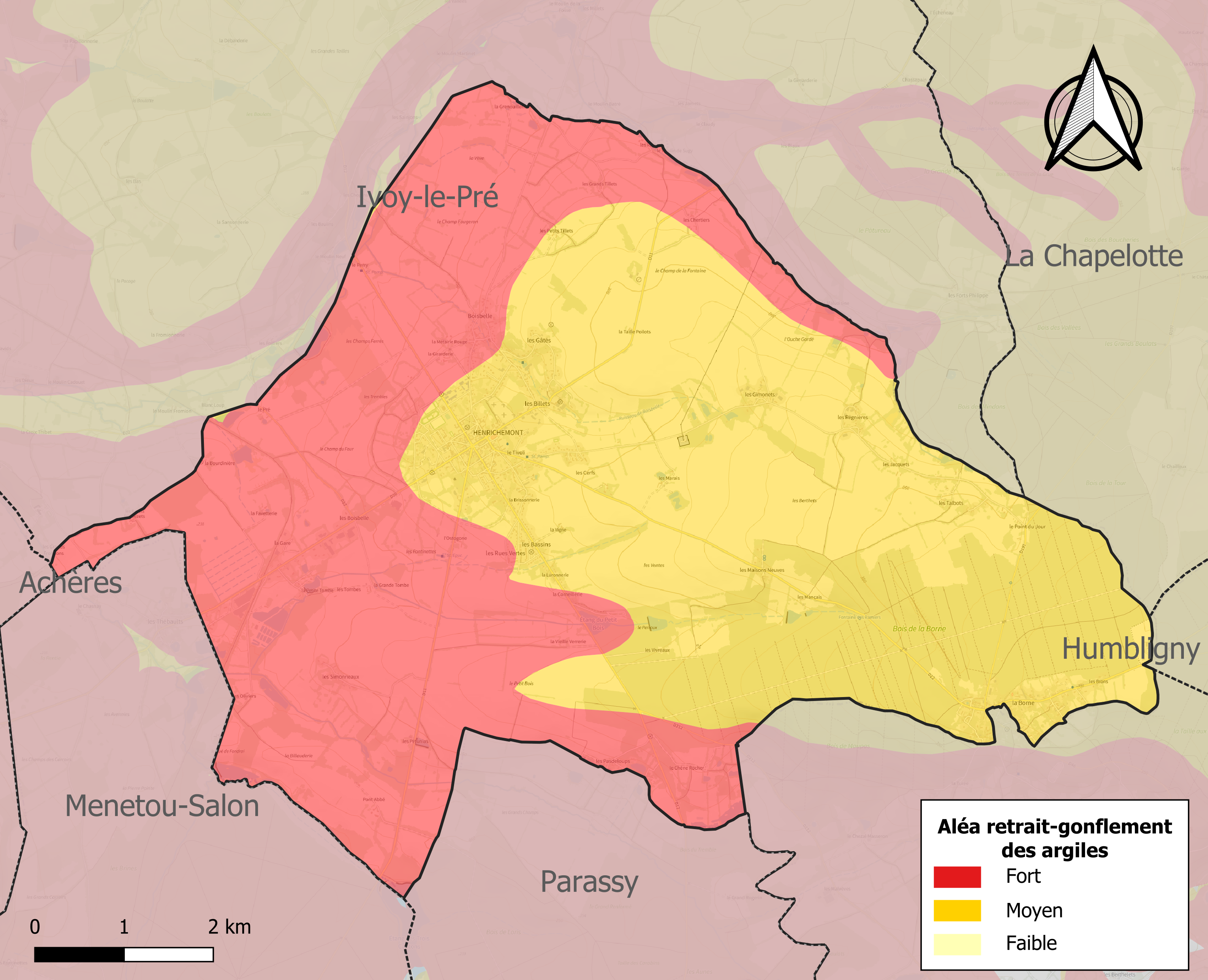
Carte des zones d'aléa retrait-gonflement des sols argileux d'Henrichemont.

La commune est vulnérable au risque de mouvements de terrains constitué principalement du retrait-gonflement des sols argileux. Cet aléa est susceptible d'engendrer des dommages importants aux bâtiments en cas d’alternance de périodes de sécheresse et de pluie. La totalité de la commune est en aléa moyen ou fort (90 % au niveau départemental et 48,5 % au niveau national). Sur les 1 110 bâtiments dénombrés sur la commune en 2019, 1110 sont en aléa moyen ou fort, soit 100 %, à comparer aux 83 % au niveau départemental et 54 % au niveau national. Une cartographie de l'exposition du territoire national au retrait gonflement des sols argileux est disponible sur le site du BRGM,.
Concernant les mouvements de terrains, la commune a été reconnue en état de catastrophe naturelle au titre des dommages causés par la sécheresse en 2003 et par des mouvements de terrain en 1999.

#### Risques technologiques
Le risque de transport de matières dangereuses sur la commune est lié à sa traversée par des infrastructures routières ou ferroviaires importantes ou la présence d'une canalisation de transport d'hydrocarbures. Un accident se produisant sur de telles infrastructures est en effet susceptible d’avoir des effets graves au bâti ou aux personnes jusqu’à 350 m, selon la nature du matériau transporté. Des dispositions d’urbanisme peuvent être préconisées en conséquence.

## Histoire
L'histoire de la commune d'Henrichemont est liée, depuis sa construction en 1609 par Maximilien de Béthune, baron de Rosny et duc de Sully, jusqu'à la promulgation, en octobre 1685, de l'édit de Fontainebleau révoquant l'édit de Nantes, à la Principauté de Boisbelle.

### Création de la ville d'Henrichemont

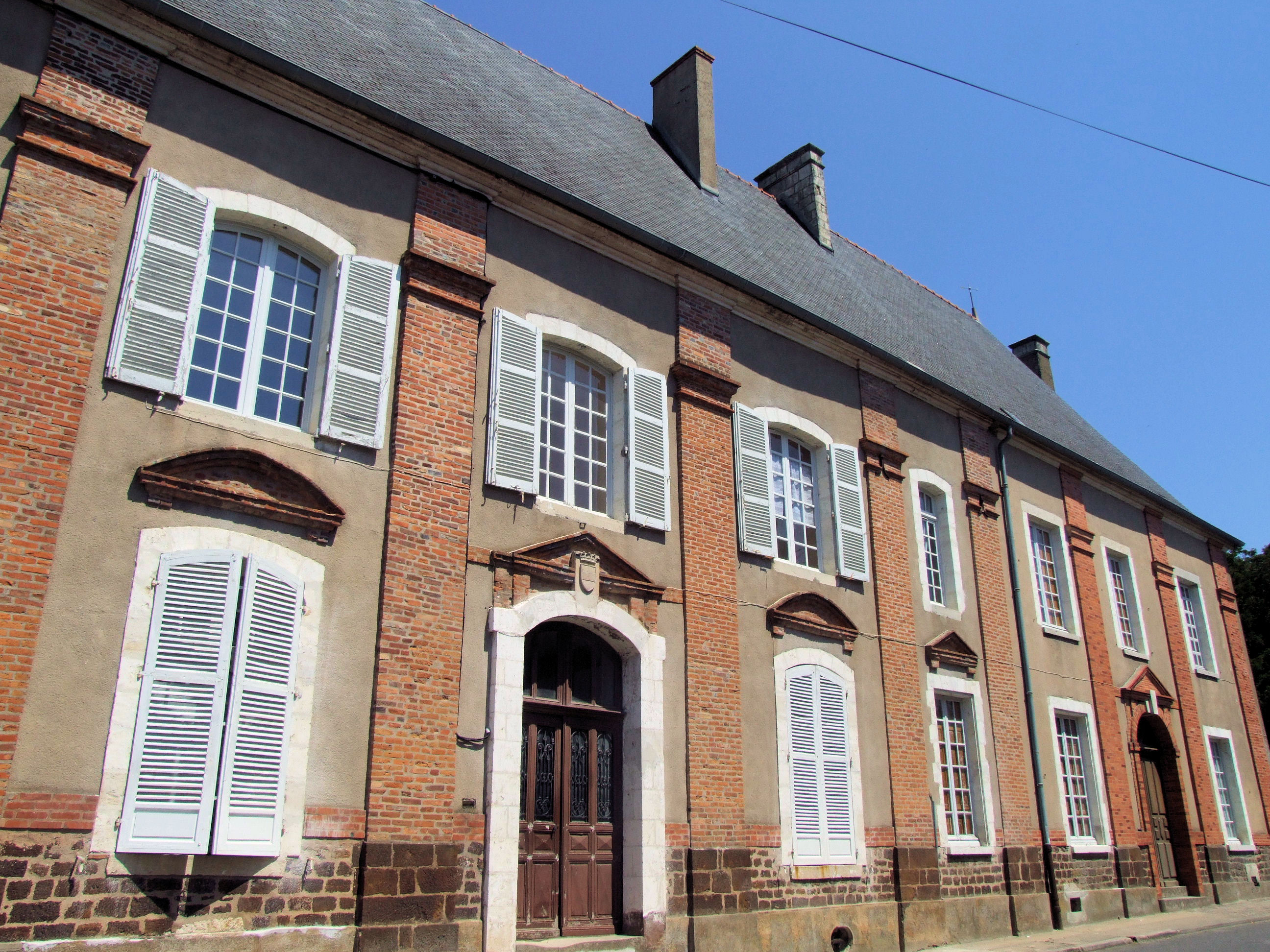
Une maison construite selon les plans de Salomon de Brosse.

La ville d'Henrichemont, capitale de la Principauté, est nommée en l'honneur d'Henri IV.
Pour construire cette ville nouvelle, Sully a choisi des hommes de métier de l'entourage du roi. Le plan et l'organisation générale de la ville ont dû être discutés avec l'ingénieur du roi Claude Chastillon. Les plans des bâtiments ont été dressés par Salomon de Brosse qui est aussi chargé de la direction générale des travaux.

La ville est prévue suivant un plan fait dans un carré de 256 toises de côté. Il était prévu une église catholique, un temple protestant, un collège, une halle et une hôtellerie. 

Sully passe un marché le 28 décembre 1608 avec des entrepreneurs qui lui sont familiers. Hugues Cosnier, entrepreneur du canal de Briare, et Jonas Robelin, maître maçon de Paris, sont choisis pour la construction de la ville nouvelle. Le traité est dressé par Samuel Christophe, notaire à Boisbelle, et passé par-devant François Le Maréchal, sieur de Corbet, et Pierre Everard, secrétaire de la chambre du roi.
Le plan de la ville est original : une place centrale carrée d'où partent quatre rues dans l'axe des côtes et quatre rues diagonales tracées à partir des coins. Les rues partant des axes des côtés divisent la ville en quatre quartiers. Au centre de chaque quartier, une placette qui communique à la place centrale par une rue diagonale. Seize corps de logis en brique embellis à l'extérieur avec des pilastres sont prévus.
La première pierre de la ville est posée le 13 avril 1609 au logis de M. Descures sur la grand place à laquelle on a donné le nom de Béthune. Les portes de la ville ont reçu les noms de la reine et des princes : porte de la Reine, porte Dauphine, porte d'Anjou, porte d'Orléans.
Comme le fera plus tard Richelieu pour sa ville, Sully a demandé à ses relations de participer à la construction à leurs frais de pavillons.
Le plan permet donc de classer Henrichemont dans les villes à plan hippodamien, mais la construction est inachevée (voir ci-dessous).

### 1610: fin de la construction de la ville nouvelle
À la mort du roi  Henri IV en 1610, la ville nouvelle ne comprend que les seuls pavillons de la place centrale et ceux qui longeaient les rues menant aux portes. L'église, le temple et le collège ne sont pas encore construits. Il existe un hôtel des monnaies avec atelier monétaire qui fonctionnera de 1635 et 1656. Le maître de la Monnaie était en 1635 Jean Levrat, le greffier Sylvain Prévost et le graveur Clément Legendre.
La ville devait être construite en trois ans, mais, dès le début de 1611, les entrepreneurs se plaignent du coût des travaux. Sully accorde aux quatre principaux une augmentation de 33 % pour certains travaux à condition qu'ils soient achevés au début de l'année 1612. En décembre 1611, seize des participants à l'opération demandent aux entrepreneurs les comptes des travaux effectués et de faire établir le toisé. Les entrepreneurs en viennent à faire un procès contre Sully devant les Requêtes du Palais, Jonas Robelin le 29 mars 1612, Hugues Cosnier le 1er décembre 1612. Les travaux prévus par Sully s'arrêtent en 1612. Le procès va durer dix ans.
L'archevêque de Bourges, Mgr Frémiot, consacre en 1614 l'église Saint-Laurent le jour de la Saint-Laurent.
En 1616, Sully s'oppose à défendre l'union des protestants au parti du prince de Condé en révolte contre Marie de Médicis. Lorsqu'en 1619 le prince de Condé est libéré et retrouve ses droits dans le Berry, il en résulte une opposition entre le prince de Condé et Sully, lequel doit lui vendre certaines de ses seigneuries: Montrond, Culan, le Châtelet, Orval et Villebon.
Des protestants de Sancerre sont conduits à Henrichemont par un pasteur du nom de François Desfougères à la suite de la prise de Sancerre par le prince de Condé. Un temple a dû être construit dans la ville.
Sully est condamné le 2 avril 1624 par un arrêt du Parlement à payer les ouvrages à leur juste valeur, soit 200 000 livres. Les propriétaires des pavillons vendent leurs propriétés à vil prix dès 1636.
L'édit de Fontainebleau du 18 octobre 1685 révoquant l'édit de Nantes va entraîner le départ des Protestants de la ville. L'opération immobilière lancée par Sully a donc été un échec.

### Époque contemporaine
En 1789, Henrichemont fut le chef-lieu d’un bailliage électoral secondaire dépendant du bailliage principal de Bourges [AB, I/38].
Au cours de la Révolution française, la commune porta provisoirement le nom de Mont-Libre,.
À partir de 1915, Henrichemont est le lieu de refuge des quatre-cinquièmes de la population civile déplacée (soit 70 personnes) de Billy-Berclau (Pas-de-Calais), village de l'Artois envahi par les troupes allemandes dès le 10 octobre 1914. En hommage, une rue de Billy-Berclau porte désormais le nom de Rue d'Henrichemont.
Au début du 20ème siècle, Henrichemont était desservi par deux lignes ferroviaires, la ligne d'Auxy-Juranville à Bourges de la Compagnie Paris-Orléans ouverte en 1885, fermée aux voyageurs en 1939, au trafic marchandises en 1889, dont la gare était éloignée de 2 km du bourg et par la ligne secondaire de Neuilly-en-Sancerre à Vierzon exploitée par la Compagnie des chemins de fer économiques des Charentes, ouverte en 1914 et fermée en 1939, comprenant une gare proche du centre et une deuxième en correspondance avec la ligne principale du P.O. Cette ligne longue de 68 km à voie étroite large d'un mètre assurait une correspondance à Neuilly-en-Sancerre avec les deux lignes secondaires du réseau du Cher de Neuilly à Sancerre et de Veaugues à Argent-sur-Sauldre.

## Politique et administration

### Liste des maires
| Période                                  | Période   | Identité                         | Étiquette | Qualité                        |
| ---------------------------------------- | --------- | -------------------------------- | --------- | ------------------------------ |
| Les données manquantes sont à compléter. |           |                                  |           |                                |
| 1792                                     | 1794      | Irène TEILLAY                    |           |                                |
| 1794                                     | 1795      | CHAMPAULT                        |           |                                |
| 1795                                     | 1796      | Jean-Baptiste GAUCHER CHABOUREAU |           |                                |
| 1796                                     | 1798      | Quentin ROUGNON                  |           |                                |
| 1798                                     | 1799      | Jacques François TEILLAY         |           |                                |
| 1799                                     | 1816      | Henri Quentin ROUGNON            |           |                                |
| 1816                                     | 1830      | Etienne CHENU de la MOTTE        |           |                                |
| 1830                                     | 1839      | GROMET                           |           |                                |
| 1839                                     | 1842      | TRIBOUDET de MAINBRAY            |           |                                |
| 1842                                     | 1846      | COUY                             |           |                                |
| 1846                                     | 1847      | DUMAS                            |           |                                |
| 1847                                     | 1870      | TREMEAU LEJEUNE                  |           |                                |
| 1870                                     | 1874      | PERRUSSAULT                      |           |                                |
| 1874                                     | 1881      | GUILBERT                         |           |                                |
| 1881                                     | 1886      | PERRUSSAULT                      |           |                                |
| 1886                                     | 1888      | FOUCHER COUSIN                   |           |                                |
| 1888                                     | 1903      | DESCHAMPS                        |           |                                |
| 1903                                     | 1912      | ALFROY                           |           |                                |
| 1912                                     | 1920      | FOUCHARD                         |           |                                |
| 1920                                     | 1925      | Louis PASQUET-BENOIT             |           |                                |
| 1925                                     | 1926      | CHAMPAULT                        |           |                                |
| 1926                                     | 1944      | Eugène Fouchard                  |           |                                |
| 1944                                     | 1945      | Beguinot                         |           |                                |
| 1945                                     | 1947      | Gaston Fouchard                  |           |                                |
| 1947                                     | 1971      | Roger Colas                      |           |                                |
| mars 1971                                | juin 1995 | Joseph Gueguen                   | UDF       | Conseiller général (1979-2004) |
| juin 1995                                | mars 2001 | Gilbert Dumont                   | SE        |                                |
| mars 2001                                | mars 2008 | Sylvie Chadelat                  |           |                                |
| mars 2008                                | mai 2020  | Jean-Claude Morin                |           | Agriculteur exploitant         |
| mai 2020                                 | En cours  | Gilles Bureau,                   |           | Sans-emploi                    |

## Démographie
L'évolution du nombre d'habitants est connue à travers les recensements de la population effectués dans la commune depuis 1793. Pour les communes de moins de 10 000 habitants, une enquête de recensement portant sur toute la population est réalisée tous les cinq ans, les populations de référence des années intermédiaires étant quant à elles estimées par interpolation ou extrapolation. Pour la commune, le premier recensement exhaustif entrant dans le cadre du nouveau dispositif a été réalisé en 2008.

En 2022, la commune comptait 1 713 habitants, en évolution de −3,66 % par rapport à 2016 (Cher : −2,48 %, France hors Mayotte : +2,11 %).
| 1793  | 1800  | 1806  | 1821  | 1831  | 1836  | 1841  | 1846  | 1851  |
| ----- | ----- | ----- | ----- | ----- | ----- | ----- | ----- | ----- |
| 2 453 | 2 553 | 2 182 | 2 987 | 2 973 | 3 118 | 3 118 | 3 300 | 3 500 |

| 1856  | 1861  | 1866  | 1872  | 1876  | 1881  | 1886  | 1891  | 1896  |
| ----- | ----- | ----- | ----- | ----- | ----- | ----- | ----- | ----- |
| 3 368 | 3 412 | 3 377 | 3 459 | 3 575 | 3 599 | 3 716 | 3 763 | 3 643 |

| 1901  | 1906  | 1911  | 1921  | 1926  | 1931  | 1936  | 1946  | 1954  |
| ----- | ----- | ----- | ----- | ----- | ----- | ----- | ----- | ----- |
| 3 441 | 3 450 | 3 374 | 2 875 | 2 774 | 2 543 | 2 375 | 2 387 | 2 142 |

| 1962  | 1968  | 1975  | 1982  | 1990  | 1999  | 2006  | 2008  | 2013  |
| ----- | ----- | ----- | ----- | ----- | ----- | ----- | ----- | ----- |
| 2 137 | 1 973 | 1 894 | 1 826 | 1 845 | 1 829 | 1 813 | 1 800 | 1 806 |

| 2018  | 2022  | - | - | - | - | - | - | - |
| ----- | ----- | - | - | - | - | - | - | - |
| 1 743 | 1 713 | - | - | - | - | - | - | - |

## Vie locale

### Enseignement
La commune d'Henrichemont est située dans l'académie d'Orléans-Tours et la circonscription Cher Nord. Les périodes de vacances scolaires correspondent à la zone B.
Sur la commune, il y a une école maternelle (de la petite section à la grande section), une école élémentaire (du cours préparatoire au cours moyen 2e année) et le collège Béthune Sully (de la 6e à la 3e).
L'école maternelle et l'école élémentaire se situent 13, route de Boisbelle à Henrichemont.

## Culture locale et patrimoine

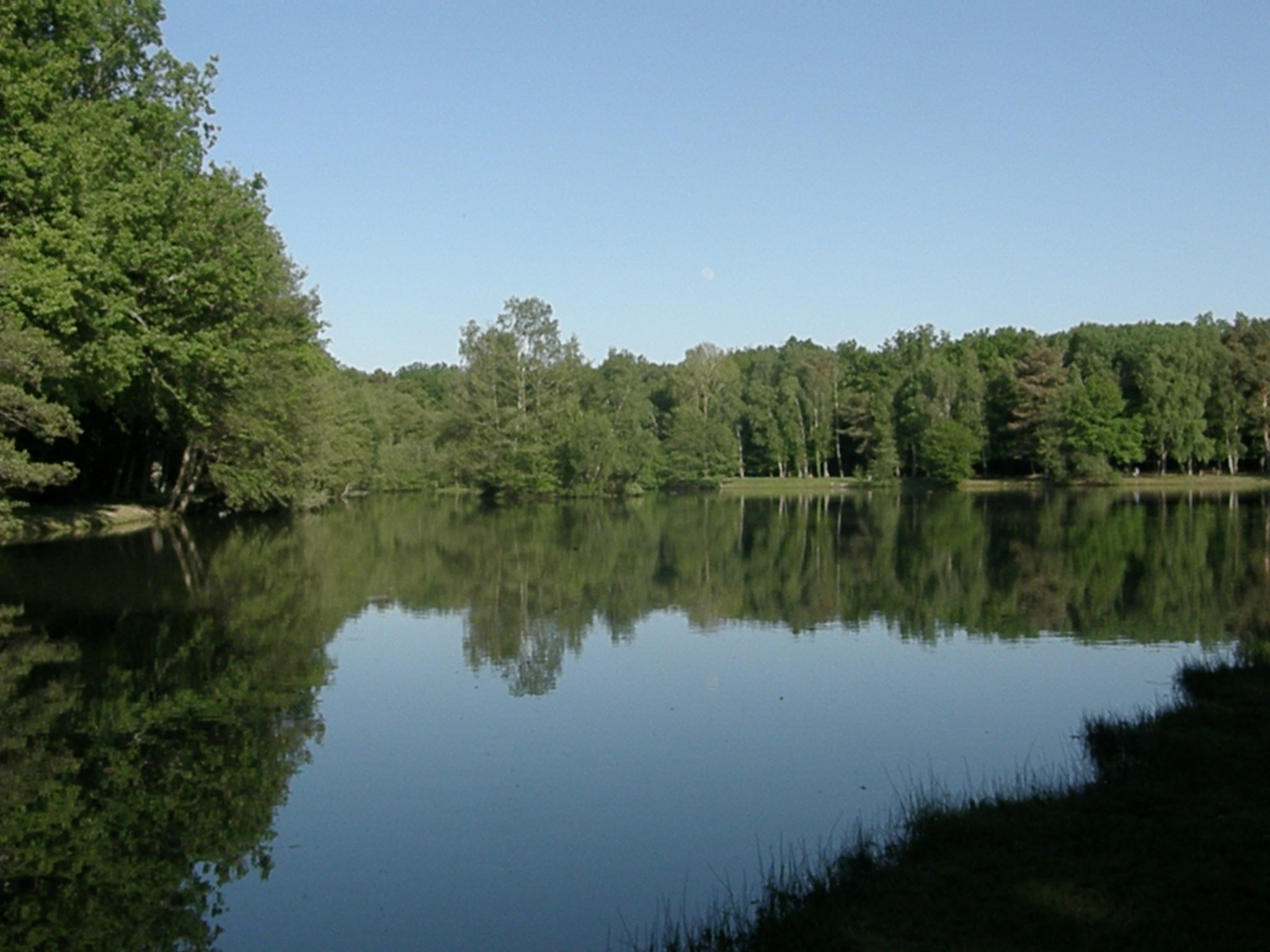
Un étang d'Henrichemont.

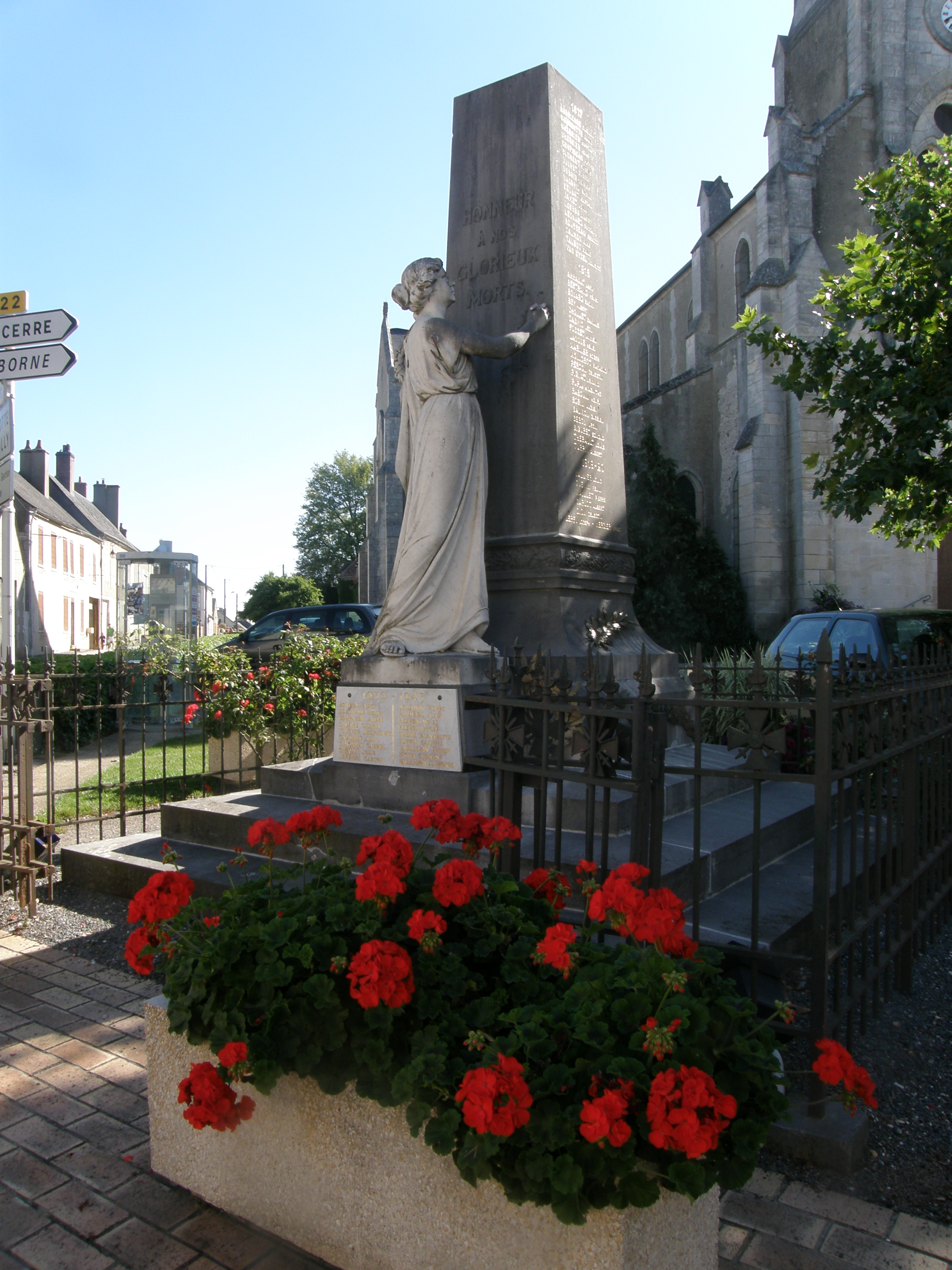
Le monument aux morts.

### Lieux et monuments
- Le hameau de La Borne, célèbre lieu consacré à la céramique, est situé en partie sur le territoire de la commune, il regroupe de nombreux potiers. Il héberge le centre de céramique contemporaine, le musée Ivanoff, le musée de la poterie traditionnelle et les salles d'exposition des céramistes locaux.
- L'étang du Petit-Bois est un espace de détente au bord de l'eau. Il est situé à la sortie de la ville d'Henrichemont, route des Aix-d'Angillon. On peut y camper, pique-niquer, se balader au bord de l'eau ou simplement se ressourcer. Le camping municipal <<une étoile>> propose 38 emplacements. La pêche est ouverte de mai à octobre avec des cartes à la journée ou à l'année. La baignade est autorisée l'été. Des jeux pour enfants sont mis à disposition ainsi que des tables et des bancs.
- Le cèdre de l'Atlas, En 2020, un cèdre de l'Atlas situé au cœur du cimetière reçoit le label d'arbre remarquable. Planté en 1832, il mesure près de 40 mètres de haut avec une circonférence de plus de 7 mètres.[réf. nécessaire]
- L'église Saint-Laurent.
- Le monument aux morts, sur la place de l'Église. Les travaux atteignirent un montant de 25 000 francs. Il est inauguré le 29 avril 1923.
- Le comice agricole, tous les 7 ans.
- La balade de Sully, en quatre heures cinquante minutes, le Cher Pas-à-Pas nous propose cet itinéraire afin de remonter le cours de l'histoire d'Henrichemont et découvrir des sites préservés.

### Personnalités liées à la commune
En lisière de la commune, au cœur d'une clairière, le village de la Borne qui dispose d'une excellente terre à grès et de bois pour chauffer les fours, est le fief des potiers depuis le XVIe siècle au moins. Rendue célèbre par la production utilitaire et imagier du XIXe siècle, l'activité de la céramique est relancée depuis les années 1950 par des artistes comme Jean Linard ou encore par la venue d'artistes étrangers venus souffler un vent de modernité et de cosmopolitisme tels Vassil Ivanoff.
- Plusieurs sculpteurs céramistes de grand renom ont vécu et travaillé à La Borne, citons notamment : Paul Beyer, Jean et Jacqueline Lerat, André Rozay, Vassil Ivanoff, Pierre Digan, Pierre Mestre, Elisabeth Joulia (1925-2003), Jean Linard (1931-2010).
- Les écrivains berrichons Vincent Détharé (1881-1966) et Armand Toupet (1919-2006) ont passé une partie de leur vie à Henrichemont.
- L'évêque de Périgueux Joseph Dabert y est né.
- Le député de la Seine Louis Cadet (1821-1991) y est né.
- Le professeur d'économie politique Auguste Deschamps (1863-1935) est né à Henrichemont.
- Le missionnaire et botaniste Clément Raimbault (1875-1949) y est né.
- L'abbé Gabriel Foucher (1865-1949), fondateur du muséum d'histoire naturelle de Bourges.

### Héraldique
| Blason de Henrichemont | Blason  | D'argent à la fasce de gueules. |
| Blason de Henrichemont | Détails | Armoiries de Maximilien de Béthune, duc de Sully (1559-1641), fondateur de la ville en 1609. Le statut officiel du blason reste à déterminer. |